# M84 (astronomia)
M 84 (nota anche come NGC 4374) è una galassia lenticolare visibile nella costellazione della Vergine; fu scoperta da Charles Messier nel 1781 e appartiene all'Ammasso della Vergine. Fa coppia con la vicina galassia M86, con cui condivide pure l'aspetto e la maggior parte delle caratteristiche fisiche.

## Osservazione

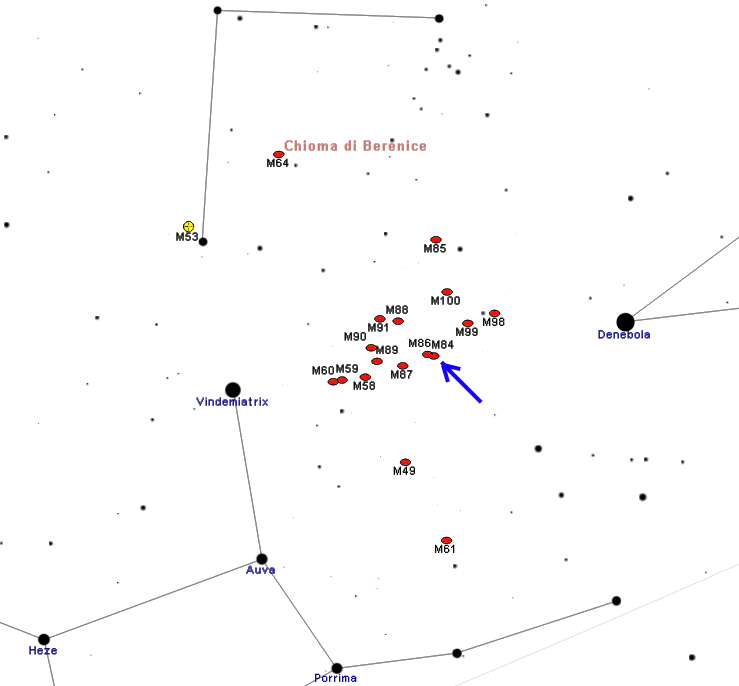
Mappa per individuare M84.

M84 si trova in una regione di cielo priva di stelle di riferimento, fra le costellazioni della Vergine e della Chioma di Berenice; si può individuare quasi a metà via partendo dalla stella Denebola e raggiungendo Vindemiatrix. Fa coppia con M86, con cui appare visibile in quasi tutti gli oculari a medio campo montati su un telescopio amatoriale fino a 150mm di apertura; al binocolo invece non è osservabile, se non in casi di cieli perfettamente nitidi e in condizioni atmosferiche ottimali. L'alone diventa ben visibile con strumenti da 200mm di apertura, in cui si mostra come una macchia chiara che sfuma gradualmente sul fondo cielo; il nucleo appare invece brillante. Nei dintorni è possibile osservare anche numerose altre galassie, come NGC 4388 e NGC 4402.
M84 può essere osservata con facilità da entrambi gli emisferi terrestri e da tutte le aree abitate della Terra, grazie al fatto che la sua declinazione non è eccessivamente settentrionale; dalle regioni boreali è maggiormente osservabile e si presenta estremamente alto nel cielo nelle notti di primavera, mentre dall'emisfero australe appare mediamente più basso, ad eccezione delle aree prossime all'equatore. Il periodo migliore per la sua osservazione nel cielo serale è quello compreso fra marzo e agosto.

## Storia delle osservazioni
Charles Messier fu il primo ad osservare questa galassia, che la descrisse come una nebulosa tonda e senza stelle, con un centro brillante e circondato da un alone debole; la inserì nel suo catalogo col numero 84; John Herschel la descrisse assieme alla vicina M86 come una nube molto brillante larga e di forma rotondeggiante, molto luminosa al centro e non risolvibile.

## Caratteristiche

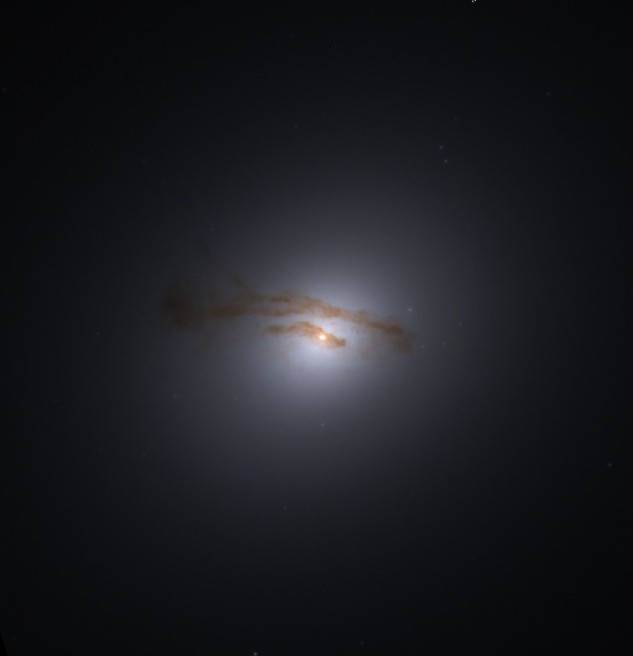
Il nucleo di M84 osservato dal Telescopio Spaziale Hubble, con in evidenza i due getti di materia.

M84 e si trova estremamente vicina al centro dell'Ammasso della Vergine, alla distanza di circa 60 milioni di anni luce da noi; secondo la sequenza di Hubble M84 è di classe S0, ossia una galassia lenticolare, peraltro vista di faccia, a metà via fra le spirali e le ellittiche. Nel 1957 è stato scoperto che emette onde radio e mostra due piccoli getti che fuoriescono dalle regioni centrali, visibili appunto alla lunghezza d'onda delle onde radio; la sua massa è stimata sui 500 miliardi di masse solari e il suo diametro è stimato essere di 125000 anni luce. La galassia possiede un gran numero di ammassi globulari.
Nel 1957 è stata osservata al suo interno una supernova, catalogata come SN 1957b, che raggiunse la magnitudine 12,2; anni dopo ne fu osservata un'altra, catalogata come SN 1980I, in una posizione apparentemente esterna alla galassia, fra questa e M86, che raggiunse la magnitudine 14. Nel 1991 se ne osservò una terza (SN 1991bg), sempre di quattordicesima grandezza. Osservazioni radio hanno rivelato che due getti di materia vengono lanciati dall'esterno della galassia verso il centro indicando la presenza di un grande buco nero di circa 300 milioni di masse solari.

### Libri
- (EN) Stephen James O'Meara, Deep Sky Companions: The Messier Objects, Cambridge University Press, 1998, ISBN 0-521-55332-6.

### Carte celesti
- Toshimi Taki, Taki's 8.5 Magnitude Star Atlas, su geocities.jp, 2005. URL consultato il 7 novembre 2010 (archiviato dall'url originale il 5 novembre 2018). - Atlante celeste liberamente scaricabile in formato PDF.
- Tirion, Rappaport, Lovi, Uranometria 2000.0 - Volume I - The Northern Hemisphere to -6°, Richmond, Virginia, USA, Willmann-Bell, inc., 1987, ISBN 0-943396-14-X.
- Tirion, Sinnott, Sky Atlas 2000.0 - Second Edition, Cambridge, USA, Cambridge University Press, 1998, ISBN 0-933346-90-5.
- Tirion, The Cambridge Star Atlas 2000.0, 3ª ed., Cambridge, USA, Cambridge University Press, 2001, ISBN 0-521-80084-6.